# Janowo (gmina Narew)
Janowo (białorus. Янова, Іванава) – wieś w Polsce, położona w województwie podlaskim, w powiecie hajnowskim, w gminie Narew. Leży w dolinie Narwi. 
W latach 1954–1959 wieś należała i była siedzibą władz gromady Janowo, po jej zniesieniu w gromadzie Narew. W latach 1975–1998 miejscowość należała administracyjnie do województwa białostockiego.
Wieś w 2011 roku zamieszkiwało 36 osób.
Prawosławni mieszkańcy wsi należą do parafii Wniebowstąpienia Pańskiego w Klejnikach, a wierni kościoła rzymskokatolickiego do parafii Wniebowzięcia Najświętszej Maryi Panny i św. Stanisława Biskupa i Męczennika w Narwi.

## Historia
Miejscowość została założona w XVI w. przez prawosławną ludność ruską.
W czasie I wojny światowej prawie cała wieś została spalona przez Rosjan, zaś ludność ewakuowana w ramach bieżeństwa w głąb Rosji. Mieszkańcy wsi (nie wszyscy) powrócili dopiero po 1919 r.
Według Pierwszego Powszechnego Spisu Ludności, przeprowadzonego w 1921 r., wieś liczyła 26 domostw, które zamieszkiwały 122 osoby (64 kobiety i 58 mężczyzn). Wszyscy mieszkańcy miejscowości zadeklarowali wówczas wyznanie prawosławne oraz białoruską przynależność narodową. W owym czasie miejscowość znajdowała się w gminie Narew w powiecie bielskim.